# Dagbladmuseum
Het Dagbladmuseum was een privémuseum in de Belgische stad Antwerpen, met als thema de geschreven pers sinds de eerste uitgave in 1605 van het tijdschrift "Nieuwe Tydinghen" door Abraham Verhoeven (1575-1652).

## Oprichting
Het museum werd opgericht op initiatief van George Blommaert, stichter van de "Abraham Verhoevenstichting", en zijn echtgenote, Julia Verwimp. Blommaert verzamelde uit eigen vermogen heel veel waardevolle documenten over de krant. Blommaerts vader en grootvader verzamelden al kranten en de jonge George kleefde ijverig themaverzamelingen op rollen behangpapier.

## Geschiedenis
Op 3 april 1987 werd het Dagbladmuseum gevestigd in het huis de 'Gulden Sonne' aan de Lombardenvest 6 te Antwerpen. Het werd officieel geopend door burgemeester Cools. Hier had ooit Abraham Verhoeven gewoond, die sinds 1605 onregelmatig verschijnende nieuwsberichten uitgaf, die vanaf 1620 de vorm kregen van de eerste krant met krantenkop en illustraties op de voorpagina. Het huisje was maar 24 m² groot. Later werd het museum uitgebreid met een aanpalend pand in de Kammenstraat, nabij de Nationalestraat. Dit was niet ver van de vroegere kantoren en drukkerij van de Gazet van Antwerpen en van het Plantin-Moretusmuseum. Toen ook dit te klein werd, verhuisde het museum naar de Kapelstraat 61-63 in Hoboken.
Om het museum te bezoeken kon men de website raadplegen of men kon elke vrijdag contact opnemen in het Internationaal Perscentrum aan de Grote Markt.
De museumcollectie omvatte 5 000 000 kranten uit 126 landen en 20 000 boeken van 1605 tot nu. Dit was opgedeeld in vier afdelingen: de algemene geschiedenis van het schrift vanaf het stenen tijdperk tot heden, de uitvinding van de drukkunst, de geschiedenis van de krant en informatie over Abraham Verhoeven. Daarnaast kon men er meer dan 1500 boeken over kranten en uitgevers raadplegen.

## Sluiting
Toen George Blommaert 75 werd, was er geen opvolger gevonden die het museum wilde overnemen. Noodgedwongen sloot het museum op 15 juni 2011 de deuren, en de gebouwen werden te koop gesteld. De krantenverzameling werd overgebracht naar George Blommaerts woonplaats in Aartselaar. Georges Blommaert overleed in 2018.